# 史蒂芬·李斯柏格
史蒂芬·李斯柏格（英語：Steven Lisberger，1951年4月24日—）是一名美國電影男導演、製片人及編劇，1982年曾指導拍攝《電子世界爭霸戰》而聞名。